# Буяны (Витебская область)
Буяны (бел. Буяны́) — деревня в Витебском районе Витебской области Республики Беларусь. В составе Мазоловского сельсовета.
Не позднее 1930 года деревня входила в состав Долженского, с 16 июля 1954 года — Боровлянского, с 22 декабря 1960 года — Мазоловского сельсовета Витебского района Витебской области.

## География
Расположена в 20 км к северо-западу от Витебска на реке Храповлянка (правый приток реки Лужесянка), в 1,5 км от железнодорожной станции Лосвида на линии Витебск—Невель, на автомобильной дороге Р115 Витебск — Городок.

## История
При устройстве почтовой связи на дорогах создавались почтовые станции на расстоянии примерно 20 верст одна от другой. Согласно «Указатель дорог Российской империи» (1804) почтовая станция в деревне Буяны находилась в 17,5 верстах от Городка и в 18 верстах от Витебска. Эта станция указана и на Генеральной карте Витебской губернии 1820 года.
В XIX веке имение, почтовая станция в Храповичской волости Витебского уезда Витебской губернии.
В 1848 году вместо старой дороги на Городок был построен новый прямой почтовый тракт на Санкт-Петербург (до этого главная дорога на Витебск из Санкт-Петербурга шла через Сураж). Новая почтовая станция (образцовый проект 1843 года) была построена в соседнем имении «Боровляны».
Имением Буяны владела Дарья Антоновна (? – возм. до апреля 1853), она вышла замуж за Станислава Игнатьевича Богомольца (1776/1778 – 4 сентября 1854) позднее (1843 и 1853), владелец имения их сын — Михал-Константин (Михаил) Станиславович Богомолец (1815/1819 –15 апреля 1865).
В 1878 году имением Буяны владел Экман, Карл Васильевич (лютеранин). 1173 десятин земли.
В 1905 году (1 двор, 11 человек) на берегу реки Храповлянка, принадлежал крестьянину Ястребову, имевшему здесь 38 десятин земли.
В 1906 году бывшее имение Буяны Храповичской волости Витебского уезда принадлежало Ястребову, православному крестьянину. 1 двор 5 мужч., 6 женщ. Земли 38 дес. удобной, 1 дес. неудобной, 2 дес. под лесом.
В марте 1924 года возвращен в состав БССР.
С 17 июля 1924 д. Буяны входит в Долженский сельсовет в составе Северо-Витебского района. Центр — имение Должа.
С 20 августа 1924 года в Боровлянском сельсовете Кузнецовского, с 26 марта 1927 года Витебского районов Витебского округа (до 26 июля 1930 года). В 1926 году почтовая станция (2 двора, 5 жителей), фольварк (8 дворов, 46 жителей).
26 марта 1927 года образован единый Витебский район.
15 февраля 1931 года Витебский район был упразднён, Долженский сельсовет перешёл в подчинение Витебского горсовета. В 1931 году организована Биофабрика № 5, работали кузница, слесарная мастерская, колбасная фабрика.
С 5 декабря 1936 центр в деревне Уголок. С 27 июля 1937 года Долженский сельсовет в составе восстановленного Витебского района БССР, с 20 февраля 1938 — в Витебской области.
В 1926 году в фольварке 8 дворов, 46 жителей. На почтовой станции Буяны 2 двора, 5 жителей.
В 1936 году в Буяны переселены деревни Ероши и Ероши I, «почтовый отдел» Буяны был сселен в деревню Савченки.
В 1941 году в Буянах было 35 дворов и 118 жителей.
Во Вторую мировую войну с середины июля 1941 года до конца июня 1944 года Буяны оккупированы нацистскими войсками, которые во время карательной операции в июне 1942 года уничтожили здесь все 35 дворов и убили 7 мирных жителей. На фронтах погибли 9 сельчан и 4 в партизанской борьбе.
С 1944 года до 1970 года в деревне центральная усадьба колхоза «Путь Ильича».
16 июля 1954 года Долженский сельсовет упразднен, территория передана Боровлянскому сельсовету.
22 декабря 1960 года территория Боровлянского сельсовета вошла в состав новобразованного Мазоловского сельсовета.
В 1969 году в деревне 42 двора, 132 жителя.
В 2019 году проживал 231 человек.
В 2003 году в деревне 142 двора, 359 жителей.
По переписи 2009 года проживало 310 человек.
Деревня относится к перспективным, в 2014 году в ней было 111 домохозяйств. Постоянно проживало 282 человека, из них моложе трудоспособного возраста 40, трудоспособного возраста 157, старше трудоспособного возраста 85 человек.
На 2018 год 112 домохозяйств, 261 житель.

## Биофабрика № 5
В конце 1930 года Белорусский государственный ветеринарно-бактериологический институт, располагавшийся на Юрьевой Горке, был разделен на Белорусский научно-исследовательский ветеринарный институт (БелНИВИ) и Белорусскую биофабрику № 5.
С 1944 года Витебская биофабрика Управления биологической промышленности Министерства сельского хозяйства СССР, п. Буяны.
С 1965 года Витебская биофабрика Управления биологической промышленности Главного управления биологической промышленности Министерства сельского хозяйства СССР находится в деревне Должа.

## Население
- 1940 год — 35 дворов, 118 жителей.
- 1969 год — 42 двора, 132 жителя.
- 2003 год — 142 двора, 359 жителей.
- 2009 год — 310 жителей (перепись населения).
- 2014 год — 111 домохозяйств, 282 жителя.
- 2018 год — 112 домохозяйств, 261 житель.
- 2019 год — 231 житель (перепись населения)